# Maureen du Toit
Maureen du Toit (achternaam oorspronkelijk uitgesproken zoals men het schrijft, maar ondertussen uitgesproken als ‘du twa’), (Lesotho, 21 juli 1974) is een Nederlands actrice, kinderboekenschrijfster en presentatrice.
Du Toit werd geboren in Lesotho in Afrika. Ze werd geadopteerd door een Nederlands gezin toen ze een jaar oud was, waarna ze op haar vierde definitief naar Nederland vertrok. De achternaam van haar adoptieouders is Eerdmans, waardoor ze ook bekend is onder de naam Maureen Eerdmans. Ze groeide in Nederland op in Bilthoven.
Du Toit volgde na haar middelbare school een theateropleiding van een jaar in Uppsala. Terug in Nederland speelde ze vier seizoenen (640 afleveringen) de rol van Lisa Zoomers in de soap Goudkust. Daarnaast speelde ze eerder in de dramaserie De Winkel op RTL 4.
In 2000 besloot ze te stoppen met televisiewerk om aan het Europees Instituut voor Psychosociale Educatie een studie psychologie te gaan doen. Echter was ze al snel weer te zien op televisie, deze keer als presentatrice van het nieuwsprogramma Hart van Nederland. Dit deed ze vanaf 2002 tot 30 april 2012. Daarnaast presenteerde ze ook de programma's James Bond Journaal (2002), De Smaakpolitie (2002-2010), Je eigen Droomhuis (2009-2010) en Liefde op het Tweede Gezicht (2007). In het televisieseizoen 2012/2013 presenteert ze het SBS6 programma Recht van Nederland. Vanaf maart 2014 presenteert ze het nieuwsprogramma NH Nieuws bij de regionale zender NH.
Vanaf september 2017 was ze enige tijd twee keer per week te zien als sidekick in het RTL 4-programma 5 Uur Live. Daarin behandelt ze de nieuwsberichten. In 2022 deed Du Toit mee aan het televisieprogramma De Alleskunner waar ze 15de eindigde.
Du Toit schreef een aantal kinderboeken waaronder het Pyjamaprinsesje, Nonno en Nonna, Altijd en Overal Feest en Heksensoep en Griezeltaart. In 2017 bracht ze haar eerste volwassen roman ‘Glossy Boerin’ uit.
Du Toit heeft twee dochters en heeft sinds 2014 een relatie.

## Publicaties
- Nonno en Nonna (2008)
- Heksensoep en Griezeltaart (2009)
- Een dik, vet monster (2010)
- Het pyjamaprinsesje (2011)
- Altijd & overal feest (2012)
- Glossy boerin (2017)
- Rust in je leven (2019)
- Happy Hond kookboek (2022)